# 細山長司
細山長司（ほそやまちょうじ　1949年4月24日 - 2017年7月5日）は、日本の渓流釣りのカリスマ。東京都清瀬市出身、OWNERフィールドテスター。

## 人物
ヤマメなどサケ科の魚を川の本流域で延べ竿を使用して釣る「本流釣り」という分野を開拓した。また、「本流釣り」という言葉の名付け親としても知られる。奥多摩で出会った尺ヤマメをきっかけに大ヤマメを求めるようになり、支流より比較的大きなヤマメの釣れる本流域での釣りをはじめる。
本流釣りが確立されておらず本流竿が無かった頃には、支流域よりも広い本流域で釣りをするために渓流竿と比べて長さのあるアユ竿を本流竿として代用していたこともあるが、何本ものアユ竿を折るなど少し無理があった。現在では本流釣りが確立され、本流竿と呼ばれる本流域で使うことを想定して作られた専用竿があり、様々な企業から発売されている。その中の1つ「SUPERGAME刀」は細山長司が監修し、シマノから発売されている。
どんな大物であってもリールを使わない延べ竿で釣りあげることにこだわっており、2006年にアラスカにキングサーモンを釣りに行った時は「侍釣り士」と呼ばれ、地元の釣り人を驚かせた。
2000年4月18日には73.5センチメートル（尾叉長）のサクラマスを山形県赤川で釣り上げ、サクラマスの延べ竿最大記録を更新した。当時の釣り人や漁業関係者に衝撃を与え、山形新聞でも写真付で報じられた。この記録は2009年現在でも破られていない。
ヤマメの保護活動も行っており、今までに数万匹のヤマメの稚魚を多摩川に放流している。
ワカサギ釣りの名手としても知られ、その技術の高さで数々の湖沼において驚異的な釣果を記録している。

## 出演番組
- 釣り・ロマンを求めて （テレビ東京系列）
- 地球!夢の楽園紀行〜fishing traveler〜 (BS-TBS)
- いつでも釣り気分! (BS-TBS/SHIMANO TV)
- 夢釣行〜一魚一会の旅〜 （BS日テレ）
- 釣り百景（BS-TBS）

## 出演作品
- 細山長司の限界への挑戦 本流サクラマス釣り （VHS、つり人社）